# AFC Champions League 2022
AFC Champions League 2022 là mùa giải thứ 41 của giải đấu bóng đá cấp câu lạc bộ hàng đầu châu Á (AFC), và là lần thứ 20 dưới tên gọi AFC Champions League.
Tổng cộng 40 đội tham dự vòng chung kết, là những câu lạc bộ đạt thứ hạng cao tại các giải vô địch quốc gia của châu Á.
Đội vô địch của giải đấu sẽ tự động lọt vào vòng play-off của AFC Champions League 2023–24 mà không cần phải thi đấu vòng sơ loại nếu đội đó không đủ điều kiện để vào thẳng vòng bảng thông qua giải quốc nội.
Al-Hilal của Ả Rập Xê Út là đương kim vô địch, nhưng không thể bảo vệ thành công danh hiệu khi thất bại 1–2 sau hai lượt trận chung kết trước Urawa Red Diamonds. Đội bóng Nhật Bản có lần thứ 3 vô địch AFC Champions League, qua đó giành quyền tham dự Giải vô địch bóng đá thế giới các câu lạc bộ 2023 tại Ả Rập Xê Út.

## Phân bố đội của hiệp hội
47 hiệp hội thành viên của AFC được xếp hạng dựa trên thành tích của câu lạc bộ của họ trong bốn năm qua trong các giải đấu của AFC (Bảng xếp hạng bóng đá nam FIFA của đội tuyển quốc gia của họ không còn được xem xét).
- - Các hiệp hội được chia thành hai khu vực (Điều 3.1):
    - Khu vực phía Tây bao gồm 25 hiệp hội từ Liên đoàn bóng đá Tây Á (WAFF), Liên đoàn bóng đá Nam Á (SAFF) và Hiệp hội bóng đá Trung Á (CAFA).
    - Khu vực phía Đông bao gồm 21 hiệp hội từ Liên đoàn bóng đá ASEAN (AFF) và Liên đoàn bóng đá Đông Á (EAFF).
    - AFC có thể tái phân bổ một hoặc nhiều hiệp hội cho một khu vực khác nếu cần thiết vì lý do thể thao.

  - 12 hiệp hội hàng đầu ở mỗi khu vực đủ điều kiện tham gia AFC Champions League.
  - Ở mỗi khu vực, có năm nhóm ở vòng bảng, bao gồm tổng cộng 16 suất vào thẳng vòng bảng, với 4 suất còn lại được xác định thông qua các trận vòng loại (Điều 3.2). Các vị trí trong mỗi khu vực được phân bố như sau: 
    - Các hiệp hội xếp hạng 1-2 có ba suất dự vòng bảng và một suất dự vòng loại.
    - Các hiệp hội xếp hạng 3-4 có hai suất dự vòng bảng và hai suất dự vòng loại.
    - Các hiệp hội xếp hạng 5 có một suất dự vòng bảng và hai suất dự vòng loại.
    - Các hiệp hội xếp hạng 6 có một suất dự vòng bảng và một suất dự vòng loại.
    - Các hiệp hội xếp hạng 7-10 có một suất dự vòng bảng.
    - Các hiệp hội xếp hạng 11-12 có một suất dự vòng loại.

  - Các đội vô địch AFC Champions League và AFC Cup mỗi đội được phân bổ một suất dự vòng loại nếu họ không đủ điều kiện tham gia giải đấu thông qua giải quốc nội (Điều 3.6). Các quy tắc sau được áp dụng:
    - Nếu đội vô địch AFC Champions League hoặc AFC Cup thuộc các hiệp hội xếp hạng 1 đến 6, hiệp hội của họ được phân bổ cùng số suất dự vòng loại và họ thay thế đội có hạt giống thấp nhất từ hiệp hội của mình. Nếu không, hiệp hội của họ sẽ được phân bổ thêm một suất dự vòng loại và họ không thay thế bất kỳ đội nào từ hiệp hội của mình (Điều 3.8, 3.9 và 3.10).
    - Nếu cả hai đội vô địch AFC Champions League và AFC Cup đều thuộc cùng một hiệp hội được phân bổ chỉ một suất dự vòng loại, hiệp hội của họ sẽ được phân bổ thêm một suất dự vòng loại và chỉ đội có hạt giống thấp nhất từ hiệp hội của họ được thay thế (Điều 3.11).
    - Đội vô địch AFC Champions League và AFC Cup là đội có hạt giống thấp nhất trong các trận vòng loại nếu họ không thay thế bất kỳ đội nào từ hiệp hội của họ (Điều 3.12).

  - Nếu bất kỳ hiệp hội nào xếp hạng từ 1 đến 6 không đáp ứng bất kỳ tiêu chí nào của AFC Champions League, tất cả các suất dự vòng bảng của họ được chuyển thành các suất dự vòng loại. Các suất dự vòng bảng được phân phối lại cho hiệp hội đủ điều kiện cao nhất theo các tiêu chí sau (Điều 3.13 và 3.14):
    - Đối với mỗi hiệp hội, tổng số suất tối đa là bốn và số suất dự vòng bảng tối đa là ba (Điều 3.4 và 3.5).
    - Nếu bất kỳ hiệp hội nào được xếp hạng từ thứ 3 đến thứ 6 được phân bổ thêm một suất dự vòng bảng, một suất dự vòng loại sẽ bị hủy bỏ và không được phân phối lại.
    - Nếu bất kỳ hiệp hội nào xếp hạng từ 5 đến 6 được phân bổ thêm hai suất dự vòng bảng, một suất dự vòng loại sẽ bị hủy bỏ và không được phân phối lại.

  - Nếu bất kỳ hiệp hội nào xếp từ thứ 7 đến thứ 10 không đáp ứng bất kỳ tiêu chí nào của AFC Champions League, suất dự vòng bảng của họ được chuyển thành suất dự vòng loại. Suất dự vòng bảng được phân phối lại cho hiệp hội tiếp theo xếp hạng 11 hoặc 12, suất dự vòng loại bị hủy bỏ và không được phân phối lại hoặc nếu không đủ điều kiện, hiệp hội đủ điều kiện cao nhất theo cùng tiêu chí như đã đề cập ở trên (Điều 3.16 và 3.17).
  - Nếu bất kỳ hiệp hội nào chỉ có (các) suất dự vòng loại, bao gồm bất kỳ hiệp hội nào xếp hạng 11 đến 12 hoặc những tình huống được đề cập ở trên, không đáp ứng các tiêu chí tối thiểu của AFC Champions League, (các) suất dự vòng loại sẽ bị hủy bỏ và không được phân phối lại (Điều 3,19 và 3,20).
  - Đối với mỗi hiệp hội, tổng số suất tối đa là một phần ba tổng số đội đủ điều kiện (không bao gồm các đội nước ngoài) ở hạng đấu cao nhất (Điều 3.4). Nếu quy tắc này được áp dụng, bất kỳ suất dự vòng bảng nào không hợp lệ đều được phân phối lại theo cùng tiêu chí như đã đề cập ở trên và các suất dự vòng loại sẽ bị hủy bỏ và không được phân phối lại (Điều 9.10).
  - Tất cả các đội tham dự phải được cấp giấy phép AFC Champions League, và ngoại trừ đội vô địch, phải kết thúc ở nửa trên của giải đấu hàng đầu của họ (Điều 7.1 và 9.5). Nếu bất kỳ hiệp hội nào không có đủ đội đáp ứng tiêu chí này, bất kỳ suất dự vòng bảng nào không hợp lệ đều được phân phối lại theo cùng tiêu chí như đã đề cập ở trên và các suất dự vòng loại sẽ bị hủy bỏ và không được phân phối lại (Điều 9.9).
  - Nếu bất kỳ đội nào được cấp giấy phép từ chối tham dự, suất của họ, bất kể là suất dự vòng bảng hoặc vòng loại, sẽ bị hủy bỏ và không được phân phối lại (Điều 9.11).

### Bảng xếp hạng hiệp hội
Đối với AFC Champions League 2022, các hiệp hội được phân bổ vị trí theo bảng xếp hạng hiệp hội của họ, được cập nhật vào ngày 29 tháng 11 năm 2019, trong đó có tính đến thành tích của họ tại AFC Champions League và AFC Cup trong giai đoạn từ 2016 đến 2019.
| Tham dự AFC Champions League 2022 | Tham dự AFC Champions League 2022 |
| --------------------------------- | --------------------------------- |
|                                   | Tham dự                           |
|                                   | Không tham dự                     |

| Xếp hạng  | Xếp hạng  | Hiệp hội thành viên      | Điểm                     | Suất dự   | Suất dự       | Suất dự      | Suất dự |
| Xếp hạng  | Xếp hạng  | Hiệp hội thành viên      | Điểm                     | Vòng bảng | Vòng loại     | Vòng loại    |         |
| Khu vực   | AFC       | Hiệp hội thành viên      | Điểm                     | Vòng bảng | Vòng play-off | Vòng sơ loại |         |
| --------- | --------- | ------------------------ | ------------------------ | --------- | ------------- | ------------ | ------- |
| 1         | 2         | Qatar                    | 97.644                   | 4         | 0             | 0            |         |
| 2         | 4         | Ả Rập Xê Út              | 88.449                   | 3         | 1             | 0            |         |
| 3         | 6         | Iran[IRN]                | 81.724                   | 2         | 0             | 0            |         |
| 4         | 7         | UAE                      | 61.870                   | 2         | 2             | 0            |         |
| 5         | 9         | Iraq[IRQ]                | 48.992                   | 1         | 1             | 0            |         |
| 6         | 10        | Uzbekistan               | 45.562                   | 1         | 1             | 0            |         |
| 7         | 12        | Jordan                   | 33.852                   | 1         | 0             | 0            |         |
| 8         | 15        | Ấn Độ                    | 29.576                   | 1         | 0             | 0            |         |
| 9         | 17        | Tajikistan               | 28.361                   | 1         | 0             | 0            |         |
| 10        | 20        | Turkmenistan             | 26.532                   | 1         | 0             | 0            |         |
| 11        | 21        | Liban[LBN]               | 24.746                   | 0         | 0             | 0            |         |
| 12        | 22        | Syria                    | 22.505                   | 0         | 1             | 0            |         |
| Tổng cộng | Tổng cộng | Các hiệp hội tham dự: 11 | Các hiệp hội tham dự: 11 | 17        | 6             | 0            |         |
| Tổng cộng | Tổng cộng | Các hiệp hội tham dự: 11 | Các hiệp hội tham dự: 11 | 17        | 6             |              |         |
| Tổng cộng | Tổng cộng | Các hiệp hội tham dự: 11 | Các hiệp hội tham dự: 11 | 23        |               |              |         |

| Xếp hạng  | Xếp hạng  | Hiệp hội thành viên      | Điểm                     | Suất dự   | Suất dự       | Suất dự      | Suất dự |
| Xếp hạng  | Xếp hạng  | Hiệp hội thành viên      | Điểm                     | Vòng bảng | Vòng loại     | Vòng loại    |         |
| Khu vực   | AFC       | Hiệp hội thành viên      | Điểm                     | Vòng bảng | Vòng play-off | Vòng sơ loại |         |
| --------- | --------- | ------------------------ | ------------------------ | --------- | ------------- | ------------ | ------- |
| 1         | 1         | Trung Quốc[CHN]          | 100.000                  | 2         | 0             | 0            |         |
| 2         | 3         | Nhật Bản                 | 93.321                   | 3         | 1             | 0            |         |
| 3         | 5         | Hàn Quốc                 | 85.979                   | 2         | 2             | 0            |         |
| 4         | 8         | Thái Lan                 | 51.189                   | 2         | 2             | 0            |         |
| 5         | 11        | Úc                       | 40.896                   | 1         | 1             | 1            |         |
| 6         | 13        | Philippines              | 32.130                   | 1         | 0             | 1            |         |
| 7         | 14        | CHDCND Triều Tiên[PRK]   | 30.100                   | 0         | 0             | 0            |         |
| 8         | 16        | Việt Nam                 | 28.571                   | 1         | 0             | 0            |         |
| 9         | 18        | Malaysia                 | 26.960                   | 1         | 0             | 0            |         |
| 10        | 19        | Singapore                | 26.607                   | 1         | 0             | 0            |         |
| 11        | 23        | Hồng Kông                | 19.945                   | 1         | 0             | 0            |         |
| 12        | 27        | Myanmar[MYA]             | 12.756                   | 0         | 0             | 0            |         |
| Tổng cộng | Tổng cộng | Các hiệp hội tham dự: 10 | Các hiệp hội tham dự: 10 | 15        | 6             | 2            |         |
| Tổng cộng | Tổng cộng | Các hiệp hội tham dự: 10 | Các hiệp hội tham dự: 10 | 15        | 8             |              |         |
| Tổng cộng | Tổng cộng | Các hiệp hội tham dự: 10 | Các hiệp hội tham dự: 10 | 23        |               |              |         |

Ghi chú
1. ^ Iran (IRN): Vào ngày 7 tháng 1 năm 2022, AFC thông báo rằng Esteghlal và Persepolis không đáp ứng các tiêu chí bắt buộc của Quy định cấp phép câu lạc bộ AFC, và giấy phép của họ đã bị cơ quan kiểm soát nhập cảnh độc lập của AFC thu hồi, và do đó không đủ điều kiện tham dự AFC Champions 2022.[7]
2. ^ Iraq (IRQ): Al-Najaf, đội hạng ba Ngoại hạng Iraq 2020-21 không được cấp phép AFC,[8] và Al-Shorta, đội hạng tư của giải, từ chối thay thế Al-Najaf.[9] Do đó, suất tham dự vòng play-off thứ hai của Iraq đã bị hủy bỏ.
3. ^ Liban (LBN): Liban không thực hiện hệ thống cấp phép câu lạc bộ.[10]
4. ^ Trung Quốc (CHN): Hai trong bốn đại diện của Trung Quốc, Trường Xuân Cát Lâm và Cảng Thượng Hải, rút lui khỏi giải đấu sau lễ bốc thăm.[11]
5. ^ CHDCND Triều Tiên (PRK): Triều Tiên không thực hiện hệ thống cấp phép câu lạc bộ.[10]
6. ^ Myanmar (MYA): Đại diện của Myanmar, Shan United, rút lui khỏi giải đấu sau lễ bốc thăm.[12]

## Các đội tham dự
Chú thích:
- TH: Đương kim vô địch
- AC: Đội vô địch AFC Cup
- 1st, 2nd, 3rd,...: Vị trí tại giải quốc nội
- CW: Đội vô địch cúp quốc gia
- GF: Đội vô địch A-League Grand Final

| Tây Á                       | Tây Á                        | Tây Á                                     | Tây Á                    |
| --------------------------- | ---------------------------- | ----------------------------------------- | ------------------------ |
| Al-HilalTH (1st)            | Al-Faisaly (CW)              | Shabab Al-Ahli (3rd, CW)                  | Istiklol (1st)           |
| Al-Sadd (1st, CW)           | Al-Shabab (2nd)              | Al-Quwa Al-Jawiya (1st, CW)               | Ahal (2nd) [Ghi chú TKM] |
| Al-Duhail (2nd)             | Foolad (CW)                  | Pakhtakor (1st)                           |                          |
| Al-Rayyan (3rd)             | Sepahan (2nd)                | Al-Wehdat (2nd) [Ghi chú JOR]             |                          |
| Al-Gharafa (4th)            | Al-Jazira (1st)              | Mumbai City (1st)                         |                          |
| Đông Á                      |                              |                                           |                          |
| Sơn Đông Thái Sơn (1st, CW) | Yokohama F. Marinos (2nd)    | Chiangrai United (CW)                     | Johor Darul Ta'zim (1st) |
| Quảng Châu (3rd)            | Jeonbuk Hyundai Motors (1st) | Melbourne City (1st, GF)                  | Lion City Sailors (1st)  |
| Kawasaki Frontale (1st)     | Jeonnam Dragons (CW)         | United City (1st)                         | Kiệt Chí (1st)           |
| Urawa Red Diamonds (CW)     | BG Pathum United (1st)       | Hoàng Anh Gia Lai (1st-Abd) [Ghi chú VIE] |                          |

| Tây Á                          | Tây Á                        | Đông Á              | Đông Á                 |
| ------------------------------ | ---------------------------- | ------------------- | ---------------------- |
| Al-Taawoun (3rd) [Ghi chú KSA] | Al-Zawraa (2nd)              | Vissel Kobe (3rd)   | Buriram United (2nd)   |
| Baniyas (2nd)                  | Nasaf Qarshi (CW)            | Ulsan Hyundai (2nd) | Port (3rd)             |
| Sharjah (4th)                  | Al-Jaish (2nd) [Ghi chú SYR] | Daegu FC (3rd)      | Melbourne Victory (CW) |

| Tây Á | Tây Á | Đông Á          | Đông Á                         |
| ----- | ----- | --------------- | ------------------------------ |
|       |       | Sydney FC (2nd) | Kaya–Iloilo (CW) [Ghi chú PHI] |

Ghi chú
1. ^ Jordan (JOR): Đội vô địch Jordanian Pro League 2021 không được cấp phép AFC.[10]
2. ^  Ả Rập Xê Út (KSA): Al-Ittihad, đội hạng ba Saudi Professional League 2020-21, không được cấp phép AFC.[13] Do đó, Al-Taawoun, đội hạng tư của giải, tham dự vòng loại.[14]
3. ^  Myanmar (MYA): Do đại dịch COVID-19 tại Myanmar cộng với việc xảy ra đảo chính và biểu tình năm 2021, nên Giải vô địch quốc gia Myanmar không được Liên đoàn bóng đá Myanmar tổ chức.
4. ^  Philippines (PHI): Do đại dịch COVID-19 tại Philippines, Philippines Football League 2021 đã bị hủy. Liên đoàn bóng đá Philippines đã quyết định United City, đội vô địch Philippines Football League 2020 tham dự vòng bảng còn đội vô địch Copa Paulino Alcantara 2021 tham dự vòng loại.[15]
5. ^ Syria (SYR): Đội vô địch Ngoại hạng Syria 2020-21 Tisreen đã không được cấp phép dự AFC Champions League, và thay vào đó sẽ chơi ở AFC Cup 2022.[10][16]
6. ^ Turkmenistan (TKM): Chỉ Ahal được cấp phép dự AFC Champions League, vì vậy đội vô địch Ýokary Liga Altyn Asyr chỉ đủ điều kiện tham dự AFC Cup 2022.[10][16]
7. ^ Việt Nam (VIE): Do ảnh hưởng của đại dịch COVID-19 tại Việt Nam, nên V.League 1 2021 và Cúp Quốc gia 2021 đã không thể hoàn thành. Sau đó Liên đoàn bóng đá Việt Nam quyết định đội xếp thứ nhất của giải đấu vào thời điểm bị huỷ (Hoàng Anh Gia Lai) sẽ giành suất tham dự AFC Champions League.[17]

## Lịch thi đấu
Dưới đây là lịch thi đấu của giải.
| Giai đoạn           | Vòng thi đấu  | Ngày bốc thăm                                | Lượt đi                                                          | Lượt về                                                          |
| ------------------- | ------------- | -------------------------------------------- | ---------------------------------------------------------------- | ---------------------------------------------------------------- |
| Vòng sơ loại        | Vòng sơ loại  | Không bốc thăm                               | 8 tháng 3 năm 2022 (E)                                           | 8 tháng 3 năm 2022 (E)                                           |
| Vòng play-off       | Vòng play-off | Không bốc thăm                               | 15 tháng 3 năm 2022                                              | 15 tháng 3 năm 2022                                              |
| Vòng bảng           | Lượt đấu 1    | 17 tháng 1 năm 2022                          | 15–16 tháng 4 năm 2022 (E), 10–11 tháng 5 năm 2022 (W)           | 15–16 tháng 4 năm 2022 (E), 10–11 tháng 5 năm 2022 (W)           |
| Vòng bảng           | Lượt đấu 2    | 17 tháng 1 năm 2022                          | 18–ngày 19 tháng 4 năm 2022 (E), 13–ngày 14 tháng 5 năm 2022 (W) | 18–ngày 19 tháng 4 năm 2022 (E), 13–ngày 14 tháng 5 năm 2022 (W) |
| Vòng bảng           | Lượt đấu 3    | 17 tháng 1 năm 2022                          | 21–22 tháng 4 năm 2022 (E), 16–17 tháng 5 năm 2022 (W)           | 21–22 tháng 4 năm 2022 (E), 16–17 tháng 5 năm 2022 (W)           |
| Vòng bảng           | Lượt đấu 4    | 17 tháng 1 năm 2022                          | 24–25 tháng 4 năm 2022 (E), 19–20 tháng 5 năm 2022 (W)           | 24–25 tháng 4 năm 2022 (E), 19–20 tháng 5 năm 2022 (W)           |
| Vòng bảng           | Lượt đấu 5    | 17 tháng 1 năm 2022                          | 27–28 tháng 4 năm 2022 (E), 22–23 tháng 5 năm 2022 (W)           | 27–28 tháng 4 năm 2022 (E), 22–23 tháng 5 năm 2022 (W)           |
| Vòng bảng           | Lượt đấu 6    | 17 tháng 1 năm 2022                          | 30 tháng 4 – 1 tháng 5 năm 2022 (E), 25–26 tháng 5 năm 2022 (W)  | 30 tháng 4 – 1 tháng 5 năm 2022 (E), 25–26 tháng 5 năm 2022 (W)  |
| Vòng loại trục tiếp | Vòng 16 đội   | 17 tháng 1 năm 2022                          | 18–19 tháng 8 năm 2022 (E), 19–20 tháng 2 năm 2023 (W)           | 18–19 tháng 8 năm 2022 (E), 19–20 tháng 2 năm 2023 (W)           |
| Vòng loại trục tiếp | Tứ kết        | E: 20 tháng 8 năm 2022 W: 5 tháng 2 năm 2023 | 22 tháng 8 năm 2022 (E), 23 tháng 2 năm 2023 (W)                 | 22 tháng 8 năm 2022 (E), 23 tháng 2 năm 2023 (W)                 |
| Vòng loại trục tiếp | Bán kết       | E: 20 tháng 8 năm 2022 W: 5 tháng 2 năm 2023 | 25 tháng 8 năm 2022 (E), 26 tháng 2 năm 2023 (W)                 | 25 tháng 8 năm 2022 (E), 26 tháng 2 năm 2023 (W)                 |
| Vòng loại trục tiếp | Chung kết     | E: 20 tháng 8 năm 2022 W: 5 tháng 2 năm 2023 | 29 tháng 4 năm 2023                                              | 6 tháng 5 năm 2023                                               |

Lịch trình ban đầu của giải đấu, theo kế hoạch trước đại dịch, như sau.
| Giai đoạn           | Vòng thi đấu   | Ngày bốc thăm  | Lượt đi                              | Lượt về                              |
| ------------------- | -------------- | -------------- | ------------------------------------ | ------------------------------------ |
| Vòng sơ loại        | Vòng sơ loại 1 | Không bốc thăm | ngày 4 tháng 1 năm 2022              | ngày 4 tháng 1 năm 2022              |
| Vòng sơ loại        | Vòng sơ loại 2 | Không bốc thăm | ngày 11 tháng 1 năm 2022             | ngày 11 tháng 1 năm 2022             |
| Giai đoạn play-off  | Vòng play-off  | Không bốc thăm | ngày 18 tháng 1 năm 2022             | ngày 18 tháng 1 năm 2022             |
| Vòng bảng           | Lượt đấu 1     | CXĐ            | 7–ngày 9 tháng 2 năm 2022            | 7–ngày 9 tháng 2 năm 2022            |
| Vòng bảng           | Lượt đấu 2     | CXĐ            | 14–ngày 16 tháng 2 năm 2022          | 14–ngày 16 tháng 2 năm 2022          |
| Vòng bảng           | Lượt đấu 3     | CXĐ            | 28 tháng 2 – ngày 2 tháng 3 năm 2022 | 28 tháng 2 – ngày 2 tháng 3 năm 2022 |
| Vòng bảng           | Lượt đấu 4     | CXĐ            | 14–ngày 16 tháng 3 năm 2022          | 14–ngày 16 tháng 3 năm 2022          |
| Vòng bảng           | Lượt đấu 5     | CXĐ            | 4–ngày 6 tháng 4 năm 2022            | 4–ngày 6 tháng 4 năm 2022            |
| Vòng bảng           | Lượt đấu 6     | CXĐ            | 18–ngày 20 tháng 4 năm 2022          | 18–ngày 20 tháng 4 năm 2022          |
| Vòng loại trực tiếp | Vòng 16 đội    | CXĐ            | 9–ngày 11 tháng 5 năm 2022           | 23–ngày 25 tháng 5 năm 2022          |
| Vòng loại trực tiếp | Tứ kết         | CXĐ            | 15–ngày 17 tháng 8 năm 2022          | 29–ngày 31 tháng 8 năm 2022          |
| Vòng loại trực tiếp | Bán kết        | CXĐ            | 13–ngày 14 tháng 9 năm 2022          | 4–ngày 5 tháng 10 năm 2022           |
| Vòng loại trực tiếp | Chung kết      | CXĐ            | ngày 22 tháng 10 năm 2022            | ngày 29 tháng 10 năm 2022            |

## Vòng loại
Trong các trận play-off vòng loại, mỗi cặp đấu sẽ diễn ra một trận duy nhất. Hiệp phụ và loạt luân lưu sẽ được sử dụng để quyết định đội thắng nếu cần. Thứ tự các trận play-off vòng loại cho mỗi khu vực được xác định dựa trên xếp hạng hiệp hội của mỗi đội và hạt giống của các đội trong các hiệp hội tương ứng, với đội từ hiệp hội có thứ hạng cao hơn sẽ tổ chức trận đấu. Các đội từ cùng một hiệp hội không thể được xếp vào cùng một trận đấu. Bảy đội chiến thắng của vòng play-off (ba đội từ khu vực phía Tây và bốn đội từ khu vực phía Đông) sẽ tiến tới vòng bảng để tham gia cùng 33 suất tham dự trực tiếp.

### Vòng sơ loại
| Đội 1             | Tỉ số  | Đội 2       |
| ----------------- | ------ | ----------- |
| Sydney FC         | 5–0    | Kaya–Iloilo |
| Melbourne Victory | Huỷ bỏ | Shan United |

### Vòng play-off
| Đội 1      | Tỉ số                | Đội 2        |
| ---------- | -------------------- | ------------ |
| Al-Taawoun | 1–1 (s.h.p.) (5–4 p) | Al-Jaish     |
| Baniyas    | 0–2                  | Nasaf Qarshi |
| Sharjah    | 1–1 (s.h.p.) (6–5 p) | Al-Zawraa    |

| Đội 1               | Tỉ số                | Đội 2             |
| ------------------- | -------------------- | ----------------- |
| Trường Xuân Cát Lâm | Huỷ bỏ               | Sydney FC         |
| Vissel Kobe         | 4–3 (s.h.p.)         | Melbourne Victory |
| Ulsan Hyundai       | 3–0                  | Port              |
| Daegu FC            | 1–1 (s.h.p.) (3–2 p) | Buriram United    |

## Vòng bảng
Lễ bốc thăm chia bảng diễn ra vào lúc 14:00 MYT (UTC+8) ngày 17 tháng 1 năm 2022 tại trụ sở AFC ở Kuala Lumpur, Malaysia. 40 đội bóng được bốc thăm chia thành 10 bảng 4 đội: năm bảng khu vực Tây Á (Bảng A–E) và năm bảng khu vực Đông Á (Bảng F–J). Tại mỗi khu vực, mỗi đội sẽ được bốc thăm vào các bảng các đội được xác định các nhóm hạt giống dựa trên bảng xếp hạng hiệp hội. Các đội thuộc cùng một hiệp hội sẽ không được bốc thăm vào chung một bảng.

Ở vòng bảng, mỗi bảng sẽ diễn ra theo thể thức vòng tròn hai lượt tính điểm tại địa điểm tập trung. Đội nhất mỗi bảng và ba đội nhì có thành tích tốt nhất từ mỗi khu vực sẽ tiến vào vòng 16 đội.
| Tiêu chí |
| --- |
| Các đội được xếp hạng theo điểm (3 điểm cho đội thắng, 1 điểm cho đội hòa, 0 điểm cho đội thua), và nếu bằng điểm, các tiêu chí sau đây được áp dụng, theo thứ tự cho trước, để xác định thứ hạng: (Điều 8.3): 1. Điểm trong các trận đấu đối đầu giữa các đội bắt buộc; 2. Hiệu số bàn thắng thua trong các trận đấu đối đầu giữa các đội bắt buộc; 3. Tỷ số trong các trận đấu đối đầu giữa các đội bắt buộc; 4. Số bàn thắng trên sân khách ghi được trong các trận đối đầu giữa các đội hòa nhau; (Không áp dụng vì các trận đấu được diễn ra ở địa điểm tập trung) 5. Nếu có nhiều hơn hai đội hòa và sau khi áp dụng tất cả các tiêu chí đối đầu ở trên, một tập hợp con các đội vẫn hòa, tất cả các tiêu chí đối đầu ở trên sẽ được áp dụng lại riêng cho tập hợp con này; 6. Hiệu số bàn thắng bại trong tất cả các trận đấu vòng bảng; 7. Bàn thắng được ghi trong tất cả các trận đấu vòng bảng; 8. Sút luân lưu nếu chỉ có hai đội được bắt buộc và họ gặp nhau trong vòng cuối cùng của bảng; 9. Điểm fair-play (thẻ vàng = –1 điểm, thẻ đỏ gián tiếp = –3 điểm, thẻ đỏ trực tiếp = –3 điểm, thẻ vàng tiếp theo là thẻ đỏ trực tiếp = –4 điểm); 10. Bảng xếp hạng các hiệp hội. |

### Bảng A
| VT | Đội          | ST | T | H | B | BT | BB | HS | Đ  | Giành quyền tham dự |     | HIL | RYN | SHJ | IST |
| -- | ------------ | -- | - | - | - | -- | -- | -- | -- | ------------------- | --- | --- | --- | --- | --- |
| 1  | Al-Hilal (H) | 6  | 4 | 1 | 1 | 11 | 5  | +6 | 13 | Vòng 16 đội         |     | —   | 0–2 | 2–1 | 1–0 |
| 2  | Al-Rayyan    | 6  | 4 | 1 | 1 | 10 | 7  | +3 | 13 | Vòng 16 đội         |     | 0–3 | —   | 3–1 | 1–0 |
| 3  | Sharjah      | 6  | 1 | 2 | 3 | 7  | 11 | −4 | 5  |                     |     | 2–2 | 1–1 | —   | 2–1 |
| 4  | Istiklol     | 6  | 1 | 0 | 5 | 5  | 10 | −5 | 3  |                     | 0–3 | 2–3 | 2–0 | —   |     |

1. 1 2  Bằng nhau về điểm đối đầu. Hiệu số bàn thắng bại đối đầu: Al-Hilal +1, Al-Rayyan –1.

### Bảng B
| VT | Đội               | ST | T | H | B | BT | BB | HS  | Đ  | Giành quyền tham dự |     | SHB | MUM | QUW | JAZ |
| -- | ----------------- | -- | - | - | - | -- | -- | --- | -- | ------------------- | --- | --- | --- | --- | --- |
| 1  | Al-Shabab (H)     | 6  | 5 | 1 | 0 | 18 | 1  | +17 | 16 | Vòng 16 đội         |     | —   | 6–0 | 3–0 | 3–0 |
| 2  | Mumbai City       | 6  | 2 | 1 | 3 | 3  | 11 | −8  | 7  |                     |     | 0–3 | —   | 1–0 | 0–0 |
| 3  | Al-Quwa Al-Jawiya | 6  | 2 | 1 | 3 | 7  | 10 | −3  | 7  |                     | 1–1 | 1–2 | —   | 3–2 |     |
| 4  | Al-Jazira         | 6  | 1 | 1 | 4 | 4  | 10 | −6  | 4  |                     | 0–2 | 1–0 | 1–2 | —   |     |

1. 1 2  Điểm đối đầu: Mumbai City 6, Al-Quwa Al-Jawiya 0.

### Bảng C
| VT | Đội            | ST | T | H | B | BT | BB | HS | Đ  | Giành quyền tham dự |     | FOO | AHL | GHA | AHA |
| -- | -------------- | -- | - | - | - | -- | -- | -- | -- | ------------------- | --- | --- | --- | --- | --- |
| 1  | Foolad         | 6  | 3 | 3 | 0 | 5  | 2  | +3 | 12 | Vòng 16 đội         |     | —   | 1–1 | 0–0 | 1–0 |
| 2  | Shabab Al-Ahli | 6  | 2 | 4 | 0 | 14 | 7  | +7 | 10 | Vòng 16 đội         |     | 1–1 | —   | 8–2 | 2–1 |
| 3  | Al-Gharafa     | 6  | 1 | 2 | 3 | 7  | 14 | −7 | 5  |                     |     | 0–1 | 1–1 | —   | 2–0 |
| 4  | Ahal           | 6  | 1 | 1 | 4 | 6  | 9  | −3 | 4  |                     | 0–1 | 1–1 | 4–2 | —   |     |

### Bảng D
| VT | Đội            | ST | T | H | B | BT | BB | HS | Đ  | Giành quyền tham dự |     | DUH | TAA | SEP | PAK |
| -- | -------------- | -- | - | - | - | -- | -- | -- | -- | ------------------- | --- | --- | --- | --- | --- |
| 1  | Al-Duhail      | 6  | 5 | 0 | 1 | 17 | 9  | +8 | 15 | Vòng 16 đội         |     | —   | 1–2 | 5–2 | 3–2 |
| 2  | Al-Taawoun (H) | 6  | 2 | 1 | 3 | 13 | 12 | +1 | 7  |                     |     | 3–4 | —   | 3–0 | 0–1 |
| 3  | Sepahan        | 6  | 2 | 1 | 3 | 8  | 12 | −4 | 7  |                     | 0–1 | 1–1 | —   | 2–1 |     |
| 4  | Pakhtakor      | 6  | 2 | 0 | 4 | 10 | 15 | −5 | 6  |                     | 0–3 | 5–4 | 1–3 | —   |     |

1. 1 2  Điểm đối đầu: Al-Taawoun 4, Sepahan 1.

### Bảng E
| VT | Đội            | ST | T | H | B | BT | BB | HS | Đ | Giành quyền tham dự |     | FAI | NAS | SAA | WEH |
| -- | -------------- | -- | - | - | - | -- | -- | -- | - | ------------------- | --- | --- | --- | --- | --- |
| 1  | Al-Faisaly (H) | 6  | 2 | 3 | 1 | 5  | 4  | +1 | 9 | Vòng 16 đội         |     | —   | 0–0 | 2–1 | 1–1 |
| 2  | Nasaf Qarshi   | 6  | 2 | 3 | 1 | 8  | 5  | +3 | 9 | Vòng 16 đội         |     | 0–1 | —   | 3–1 | 2–0 |
| 3  | Al-Sadd        | 6  | 2 | 1 | 3 | 10 | 11 | −1 | 7 |                     |     | 1–0 | 1–1 | —   | 5–2 |
| 4  | Al-Wehdat      | 6  | 1 | 3 | 2 | 9  | 12 | −3 | 6 |                     | 1–1 | 2–2 | 3–1 | —   |     |

1. 1 2  Điểm đối đầu: Al-Faisaly 4, Nasaf Qarshi 1.

### Bảng F
| VT | Đội                | ST | T | H | B | BT | BB | HS  | Đ  | Giành quyền tham dự |     | DAE | URA | LIO | SGT |
| -- | ------------------ | -- | - | - | - | -- | -- | --- | -- | ------------------- | --- | --- | --- | --- | --- |
| 1  | Daegu FC           | 6  | 4 | 1 | 1 | 14 | 4  | +10 | 13 | Vòng 16 đội         |     | —   | 1–0 | 0–3 | 4–0 |
| 2  | Urawa Red Diamonds | 6  | 4 | 1 | 1 | 20 | 2  | +18 | 13 | Vòng 16 đội         |     | 0–0 | —   | 6–0 | 5–0 |
| 3  | Lion City Sailors  | 6  | 2 | 1 | 3 | 8  | 14 | −6  | 7  |                     |     | 1–2 | 1–4 | —   | 3–2 |
| 4  | Sơn Đông Thái Sơn  | 6  | 0 | 1 | 5 | 2  | 24 | −22 | 1  |                     | 0–7 | 0–5 | 0–0 | —   |     |

1. 1 2  Điểm đối đầu: Daegu FC 4, Urawa Red Diamonds 1.

### Bảng G
| VT | Đội                  | ST | T | H | B | BT | BB | HS  | Đ  | Giành quyền tham dự |     | PAT | MEL | JMD | UNI |
| -- | -------------------- | -- | - | - | - | -- | -- | --- | -- | ------------------- | --- | --- | --- | --- | --- |
| 1  | BG Pathum United (H) | 6  | 3 | 3 | 0 | 11 | 2  | +9  | 12 | Vòng 16 đội         |     | —   | 1–1 | 0–0 | 5–0 |
| 2  | Melbourne City       | 6  | 3 | 3 | 0 | 10 | 3  | +7  | 12 |                     |     | 0–0 | —   | 2–1 | 3–0 |
| 3  | Jeonnam Dragons      | 6  | 2 | 2 | 2 | 5  | 5  | 0   | 8  |                     | 0–2 | 1–1 | —   | 2–0 |     |
| 4  | United City          | 6  | 0 | 0 | 6 | 1  | 17 | −16 | 0  |                     | 1–3 | 0–3 | 0–1 | —   |     |

### Bảng H
| VT | Đội                    | ST | T | H | B | BT | BB | HS | Đ  | Giành quyền tham dự |     | YFM | JEO | HAG | SYD |
| -- | ---------------------- | -- | - | - | - | -- | -- | -- | -- | ------------------- | --- | --- | --- | --- | --- |
| 1  | Yokohama F. Marinos    | 6  | 4 | 1 | 1 | 9  | 3  | +6 | 13 | Vòng 16 đội         |     | —   | 0–1 | 2–0 | 3–0 |
| 2  | Jeonbuk Hyundai Motors | 6  | 3 | 3 | 0 | 7  | 4  | +3 | 12 | Vòng 16 đội         |     | 1–1 | —   | 1–0 | 0–0 |
| 3  | Hoàng Anh Gia Lai (H)  | 6  | 1 | 2 | 3 | 4  | 7  | −3 | 5  |                     |     | 1–2 | 1–1 | —   | 1–0 |
| 4  | Sydney FC              | 6  | 0 | 2 | 4 | 3  | 9  | −6 | 2  |                     | 0–1 | 2–3 | 1–1 | —   |     |

### Bảng I
| VT | Đội                    | ST | T | H | B | BT | BB | HS  | Đ  | Giành quyền tham dự |     | JOH | KAW | ULS | GUA |
| -- | ---------------------- | -- | - | - | - | -- | -- | --- | -- | ------------------- | --- | --- | --- | --- | --- |
| 1  | Johor Darul Ta'zim (H) | 6  | 4 | 1 | 1 | 11 | 7  | +4  | 13 | Vòng 16 đội         |     | —   | 0–5 | 2–1 | 5–0 |
| 2  | Kawasaki Frontale      | 6  | 3 | 2 | 1 | 17 | 4  | +13 | 11 |                     |     | 0–0 | —   | 1–1 | 1–0 |
| 3  | Ulsan Hyundai          | 6  | 3 | 1 | 2 | 14 | 7  | +7  | 10 |                     | 1–2 | 3–2 | —   | 3–0 |     |
| 4  | Quảng Châu             | 6  | 0 | 0 | 6 | 0  | 24 | −24 | 0  |                     | 0–2 | 0–8 | 0–5 | —   |     |

### Bảng J
| VT | Đội                  | ST | T | H | B | BT | BB | HS | Đ | Giành quyền tham dự |  | VKO     | KIT     | CHI     | SHA     |
| -- | -------------------- | -- | - | - | - | -- | -- | -- | - | ------------------- |  | ------- | ------- | ------- | ------- |
| 1  | Vissel Kobe          | 4  | 2 | 2 | 0 | 10 | 3  | +7 | 8 | Vòng 16 đội         |  | —       | 2–1     | 6–0     | 27 thg4 |
| 2  | Kiệt Chí             | 4  | 2 | 1 | 1 | 7  | 6  | +1 | 7 | Vòng 16 đội         |  | 2–2     | —       | 1–0     | 24 thg4 |
| 3  | Chiangrai United (H) | 4  | 0 | 1 | 3 | 2  | 10 | −8 | 1 |                     |  | 0–0     | 2–3     | —       | 18 thg4 |
| 4  | Cảng Thượng Hải      | 0  | 0 | 0 | 0 | 0  | 0  | 0  | 0 | Rút lui             |  | 15 thg4 | 21 thg4 | 30 thg4 | —       |

### Những đội xếp thứ hai có thành tích tốt nhất

###### Phía Tây
| VT | Bg | Đội            | ST | T | H | B | BT | BB | HS | Đ  | Giành quyền tham dự |
| -- | -- | -------------- | -- | - | - | - | -- | -- | -- | -- | ------------------- |
| 1  | A  | Al-Rayyan      | 6  | 4 | 1 | 1 | 10 | 7  | +3 | 13 | Vòng 16 đội         |
| 2  | C  | Shabab Al-Ahli | 6  | 2 | 4 | 0 | 14 | 7  | +7 | 10 | Vòng 16 đội         |
| 3  | E  | Nasaf Qarshi   | 6  | 2 | 3 | 1 | 8  | 5  | +3 | 9  | Vòng 16 đội         |
| 4  | D  | Al-Taawoun     | 6  | 2 | 1 | 3 | 13 | 12 | +1 | 7  |                     |
| 5  | B  | Mumbai City    | 6  | 2 | 1 | 3 | 3  | 11 | −8 | 7  |                     |

###### Phía Đông
Vì bảng J chỉ còn lại ba đội nên kết quả đối đầu với các đội đứng thứ tư trong các bảng F – I sẽ không được tính trong bảng xếp hạng này.

| VT | Bg | Đội                    | ST | T | H | B | BT | BB | HS | Đ | Giành quyền tham dự |
| -- | -- | ---------------------- | -- | - | - | - | -- | -- | -- | - | ------------------- |
| 1  | H  | Jeonbuk Hyundai Motors | 4  | 2 | 2 | 0 | 4  | 2  | +2 | 8 | Vòng 16 đội         |
| 2  | F  | Urawa Red Diamonds     | 4  | 2 | 1 | 1 | 10 | 2  | +8 | 7 | Vòng 16 đội         |
| 3  | J  | Kiệt Chí               | 4  | 2 | 1 | 1 | 7  | 6  | +1 | 7 | Vòng 16 đội         |
| 4  | G  | Melbourne City         | 4  | 1 | 3 | 0 | 4  | 3  | +1 | 6 |                     |
| 5  | I  | Kawasaki Frontale      | 4  | 1 | 2 | 1 | 8  | 4  | +4 | 5 |                     |

## Vòng đấu loại trực tiếp

### Sơ đồ thi đấu
|  | Vòng 16 đội                        | Vòng 16 đội                     | Vòng 16 đội                     | Vòng 16 đội                     |                                  |                        | Tứ kết                 | Tứ kết | Tứ kết | Tứ kết |  |  | Bán kết | Bán kết | Bán kết | Bán kết |  |  | Chung kết | Chung kết | Chung kết | Chung kết |
|  |                                    |                                 |                                 |                                 |                                  |                        |                        |        |        |        |  |  |         |         |         |         |  |  |           |           |           |           |
|  | 19 tháng 2 năm 2023 - Doha         |                                 |                                 |                                 |                                  |                        |                        |        |        |        |  |  |         |         |         |         |  |  |           |           |           |           |
|  |                                    |                                 |                                 |                                 |                                  |                        |                        |        |        |        |  |  |         |         |         |         |  |  |           |           |           |           |
|  | Al-Duhail (p)                      | Al-Duhail (p)                   | Al-Duhail (p)                   | 1 (7)                           |                                  |                        |                        |        |        |        |  |  |         |         |         |         |  |  |           |           |           |           |
|  | Al-Duhail (p)                      | Al-Duhail (p)                   | Al-Duhail (p)                   | 1 (7)                           | 23 tháng 2 năm 2023 - Doha       |                        |                        |        |        |        |  |  |         |         |         |         |  |  |           |           |           |           |
|  | Al-Rayyan                          | Al-Rayyan                       | Al-Rayyan                       | 1 (6)                           |                                  |                        |                        |        |        |        |  |  |         |         |         |         |  |  |           |           |           |           |
|  | Al-Rayyan                          | Al-Rayyan                       | Al-Rayyan                       | 1 (6)                           | Al-Duhail                        | Al-Duhail              | Al-Duhail              | 2      |        |        |  |  |         |         |         |         |  |  |           |           |           |           |
|  | 19 tháng 2 năm 2023 - Al Wakrah    |                                 |                                 |                                 | Al-Duhail                        | Al-Duhail              | Al-Duhail              | 2      |        |        |  |  |         |         |         |         |  |  |           |           |           |           |
|  |                                    | Al-Shabab                       | Al-Shabab                       | Al-Shabab                       | 1                                |                        |                        |        |        |        |  |  |         |         |         |         |  |  |           |           |           |           |
|  | Al-Shabab                          | Al-Shabab                       | Al-Shabab                       | Al-Shabab                       | 1                                | 2                      |                        |        |        |        |  |  |         |         |         |         |  |  |           |           |           |           |
|  | Al-Shabab                          | Al-Shabab                       | Al-Shabab                       |                                 | 26 tháng 2 năm 2023 - Doha       | 2                      |                        |        |        |        |  |  |         |         |         |         |  |  |           |           |           |           |
|  | Nasaf Qarshi                       | Nasaf Qarshi                    | Nasaf Qarshi                    | 0                               |                                  |                        |                        |        |        |        |  |  |         |         |         |         |  |  |           |           |           |           |
|  | Nasaf Qarshi                       | Nasaf Qarshi                    | Nasaf Qarshi                    | 0                               | Al-Duhail                        | Al-Duhail              | Al-Duhail              | 0      |        |        |  |  |         |         |         |         |  |  |           |           |           |           |
|  | 20 tháng 2 năm 2023 - Doha         |                                 |                                 |                                 | Al-Duhail                        | Al-Duhail              | Al-Duhail              | 0      |        |        |  |  |         |         |         |         |  |  |           |           |           |           |
|  |                                    | Al-Hilal                        | Al-Hilal                        | Al-Hilal                        | 7                                |                        |                        |        |        |        |  |  |         |         |         |         |  |  |           |           |           |           |
|  | Al-Faisaly                         | Al-Faisaly                      | Al-Faisaly                      | Al-Hilal                        | 7                                | 0                      |                        |        |        |        |  |  |         |         |         |         |  |  |           |           |           |           |
|  | Al-Faisaly                         | Al-Faisaly                      | Al-Faisaly                      | 23 tháng 2 năm 2023 - Al Wakrah |                                  | 0                      |                        |        |        |        |  |  |         |         |         |         |  |  |           |           |           |           |
|  | Foolad                             | Foolad                          | Foolad                          | 1                               |                                  |                        |                        |        |        |        |  |  |         |         |         |         |  |  |           |           |           |           |
|  | Foolad                             | Foolad                          | Foolad                          | 1                               | Foolad                           | Foolad                 | Foolad                 | 0      |        |        |  |  |         |         |         |         |  |  |           |           |           |           |
|  | 20 tháng 2 năm 2023 - Al Wakrah    |                                 |                                 |                                 | Foolad                           | Foolad                 | Foolad                 | 0      |        |        |  |  |         |         |         |         |  |  |           |           |           |           |
|  |                                    | Al-Hilal                        | Al-Hilal                        | Al-Hilal                        | 1                                |                        |                        |        |        |        |  |  |         |         |         |         |  |  |           |           |           |           |
|  | Al-Hilal                           | Al-Hilal                        | Al-Hilal                        | Al-Hilal                        | 1                                | 3                      |                        |        |        |        |  |  |         |         |         |         |  |  |           |           |           |           |
|  | Al-Hilal                           | Al-Hilal                        | Al-Hilal                        |                                 | 29 tháng 4 và 6 tháng 5 năm 2023 | 3                      |                        |        |        |        |  |  |         |         |         |         |  |  |           |           |           |           |
|  | Shabab Al-Ahli                     | Shabab Al-Ahli                  | Shabab Al-Ahli                  | 1                               |                                  |                        |                        |        |        |        |  |  |         |         |         |         |  |  |           |           |           |           |
|  | Shabab Al-Ahli                     | Shabab Al-Ahli                  | Shabab Al-Ahli                  | 1                               | Al-Hilal                         | 1                      | 0                      | 1      |        |        |  |  |         |         |         |         |  |  |           |           |           |           |
|  | 18 tháng 8 năm 2022 - Saitama      |                                 |                                 |                                 | Al-Hilal                         | 1                      | 0                      | 1      |        |        |  |  |         |         |         |         |  |  |           |           |           |           |
|  |                                    | Urawa Red Diamonds              | 1                               | 1                               | 2                                |                        |                        |        |        |        |  |  |         |         |         |         |  |  |           |           |           |           |
|  | Vissel Kobe                        | Vissel Kobe                     | Vissel Kobe                     | 1                               | 2                                | 3                      |                        |        |        |        |  |  |         |         |         |         |  |  |           |           |           |           |
|  | Vissel Kobe                        | Vissel Kobe                     | Vissel Kobe                     | 22 tháng 8 năm 2022 - Saitama   |                                  | 3                      |                        |        |        |        |  |  |         |         |         |         |  |  |           |           |           |           |
|  | Yokohama F. Marinos                | Yokohama F. Marinos             | Yokohama F. Marinos             | 2                               |                                  |                        |                        |        |        |        |  |  |         |         |         |         |  |  |           |           |           |           |
|  | Yokohama F. Marinos                | Yokohama F. Marinos             | Yokohama F. Marinos             | 2                               | Vissel Kobe                      | Vissel Kobe            | Vissel Kobe            | 1      |        |        |  |  |         |         |         |         |  |  |           |           |           |           |
|  | 18 tháng 8 năm 2022 - Urawa Komaba |                                 |                                 |                                 | Vissel Kobe                      | Vissel Kobe            | Vissel Kobe            | 1      |        |        |  |  |         |         |         |         |  |  |           |           |           |           |
|  |                                    | Jeonbuk Hyundai Motors (s.h.p.) | Jeonbuk Hyundai Motors (s.h.p.) | Jeonbuk Hyundai Motors (s.h.p.) | 3                                |                        |                        |        |        |        |  |  |         |         |         |         |  |  |           |           |           |           |
|  | Daegu FC                           | Daegu FC                        | Daegu FC                        | Jeonbuk Hyundai Motors (s.h.p.) | 3                                | 1                      |                        |        |        |        |  |  |         |         |         |         |  |  |           |           |           |           |
|  | Daegu FC                           | Daegu FC                        | Daegu FC                        |                                 | 25 tháng 8 năm 2022 - Saitama    | 1                      |                        |        |        |        |  |  |         |         |         |         |  |  |           |           |           |           |
|  | Jeonbuk Hyundai Motors (s.h.p.)    | Jeonbuk Hyundai Motors (s.h.p.) | Jeonbuk Hyundai Motors (s.h.p.) | 2                               |                                  |                        |                        |        |        |        |  |  |         |         |         |         |  |  |           |           |           |           |
|  | Jeonbuk Hyundai Motors (s.h.p.)    | Jeonbuk Hyundai Motors (s.h.p.) | Jeonbuk Hyundai Motors (s.h.p.) | 2                               | Jeonbuk Hyundai Motors           | Jeonbuk Hyundai Motors | Jeonbuk Hyundai Motors | 2 (1)  |        |        |  |  |         |         |         |         |  |  |           |           |           |           |
|  | 19 tháng 8 năm 2022 - Saitama      |                                 |                                 |                                 | Jeonbuk Hyundai Motors           | Jeonbuk Hyundai Motors | Jeonbuk Hyundai Motors | 2 (1)  |        |        |  |  |         |         |         |         |  |  |           |           |           |           |
|  |                                    | Urawa Red Diamonds (p)          | Urawa Red Diamonds (p)          | Urawa Red Diamonds (p)          | 2 (3)                            |                        |                        |        |        |        |  |  |         |         |         |         |  |  |           |           |           |           |
|  | Johor Darul Ta'zim                 | Johor Darul Ta'zim              | Johor Darul Ta'zim              | Urawa Red Diamonds (p)          | 2 (3)                            | 0                      |                        |        |        |        |  |  |         |         |         |         |  |  |           |           |           |           |
|  | Johor Darul Ta'zim                 | Johor Darul Ta'zim              | Johor Darul Ta'zim              | 22 tháng 8 năm 2022 - Saitama   |                                  | 0                      |                        |        |        |        |  |  |         |         |         |         |  |  |           |           |           |           |
|  | Urawa Red Diamonds                 | Urawa Red Diamonds              | Urawa Red Diamonds              | 5                               |                                  |                        |                        |        |        |        |  |  |         |         |         |         |  |  |           |           |           |           |
|  | Urawa Red Diamonds                 | Urawa Red Diamonds              | Urawa Red Diamonds              | 5                               | Urawa Red Diamonds               | Urawa Red Diamonds     | Urawa Red Diamonds     | 4      |        |        |  |  |         |         |         |         |  |  |           |           |           |           |
|  | 19 tháng 8 năm 2022 - Urawa Komaba |                                 |                                 |                                 | Urawa Red Diamonds               | Urawa Red Diamonds     | Urawa Red Diamonds     | 4      |        |        |  |  |         |         |         |         |  |  |           |           |           |           |
|  |                                    | BG Pathum United                | BG Pathum United                | BG Pathum United                | 0                                |                        |                        |        |        |        |  |  |         |         |         |         |  |  |           |           |           |           |
|  | BG Pathum United                   | BG Pathum United                | BG Pathum United                | BG Pathum United                | 0                                | 4                      |                        |        |        |        |  |  |         |         |         |         |  |  |           |           |           |           |
|  | BG Pathum United                   | BG Pathum United                | BG Pathum United                |                                 |                                  |                        |                        |        |        |        |  |  |         |         |         |         |  |  |           |           |           |           |
|  | Kiệt Chí                           | Kiệt Chí                        | Kiệt Chí                        | 0                               |                                  |                        |                        |        |        |        |  |  |         |         |         |         |  |  |           |           |           |           |
|  | Kiệt Chí                           | Kiệt Chí                        | Kiệt Chí                        | 0                               |                                  |                        |                        |        |        |        |  |  |         |         |         |         |  |  |           |           |           |           |

### Vòng 16 đội
Vòng 16 đội diễn ra theo thể thức một lượt, với các trận đấu được xác định theo tổ hợp dựa trên việc đội nhì bảng nào lọt vào vòng 16 đội.
| Đội 1      | Tỉ số                | Đội 2          |
| ---------- | -------------------- | -------------- |
| Al-Hilal   | 3–1                  | Shabab Al-Ahli |
| Al-Shabab  | 2–0                  | Nasaf Qarshi   |
| Al-Duhail  | 1–1 (s.h.p.) (7–6 p) | Al-Rayyan      |
| Al-Faisaly | 0–1                  | Foolad         |

| Đội 1              | Tỉ số        | Đội 2                  |
| ------------------ | ------------ | ---------------------- |
| Daegu FC           | 1–2 (s.h.p.) | Jeonbuk Hyundai Motors |
| BG Pathum United   | 4–0          | Kiệt Chí               |
| Johor Darul Ta'zim | 0–5          | Urawa Red Diamonds     |
| Vissel Kobe        | 3–2          | Yokohama F. Marinos    |

### Tứ kết
| Đội 1     | Tỉ số | Đội 2     |
| --------- | ----- | --------- |
| Al-Duhail | 2–1   | Al-Shabab |
| Foolad    | 0–1   | Al-Hilal  |

| Đội 1              | Tỉ số        | Đội 2                  |
| ------------------ | ------------ | ---------------------- |
| Vissel Kobe        | 1–3 (s.h.p.) | Jeonbuk Hyundai Motors |
| Urawa Red Diamonds | 4–0          | BG Pathum United       |

### Bán kết
| Đội 1     | Tỉ số | Đội 2    |
| --------- | ----- | -------- |
| Al-Duhail | 0–7   | Al-Hilal |

| Đội 1                  | Tỉ số                | Đội 2              |
| ---------------------- | -------------------- | ------------------ |
| Jeonbuk Hyundai Motors | 2–2 (s.h.p.) (1–3 p) | Urawa Red Diamonds |

### Chung kết
Chung kết sẽ thi đấu theo thể thức 2 lượt.
| Al-Hilal            | 1–1      | Urawa Red Diamonds |
| ------------------- | -------- | ------------------ |
| - S. Al-Dawsari 13' | Chi tiết | - Koroki 53'       |

| Urawa Red Diamonds | 1–0      | Al-Hilal |
| ------------------ | -------- | -------- |
| Carillo 48' (l.n.) | Chi tiết |          |

Urawa Red Diamonds thắng với tổng tỉ số 2–1.

## Cầu thủ ghi bàn hàng đầu
| Xếp hạng | Cầu thủ               | Đội                | MD1 | MD2 | MD3 | MD4 | MD5 | MD6 | R16 | QF | SF | F1 | F2 | Tổng cộng |
| -------- | --------------------- | ------------------ | --- | --- | --- | --- | --- | --- | --- | -- | -- | -- | -- | --------- |
| 1        | Edmilson Junior       | Al-Duhail          | 1   |     | 3   |     | 2   | 2   |     |    |    |    |    | 8         |
| 2        | Odion Ighalo          | Al-Hilal           |     |     |     | 2   |     |     | 1   |    | 4  |    |    | 7         |
| 2        | Zeca                  | Daegu FC           | 3   |     | 1   |     | 1   | 1   | 1   |    |    |    |    | 7         |
| 3        | Bergson da Silva      | Johor Darul Ta'zim | 3   | 1   |     |     | 2   |     |     |    |    |    |    | 6         |
| 3        | Matsuo Yusuke         | Urawa Red Diamonds | 1   |     |     |     | 2   | 2   |     |    | 1  |    |    | 6         |
| 3        | Michael Olunga        | Al-Duhail          |     | 1   |     | 1   |     | 2   |     | 2  |    |    |    | 6         |
| 4        | Federico Cartabia     | Shabab Al-Ahli     |     | 1   | 1   | 1   | 2   |     |     |    |    |    |    | 5         |
| 4        | Carlos                | Al-Shabab          |     | 2   |     | 2   | 1   |     |     |    |    |    |    | 5         |
| 4        | David Moberg Karlsson | Urawa Red Diamonds | 1   |     |     |     | 1   |     | 2   | 1  |    |    |    | 5         |
| 5        | Yohan Boli            | Al-Rayyan          | 2   |     |     |     | 1   |     |     |    |    |    |    | 4         |
| 5        | Kobayashi Yu          | Kawasaki Frontale  |     | 2   |     | 2   |     |     |     |    |    |    |    | 4         |
| 5        | Kasper Junker         | Urawa Red Diamonds | 1   |     |     |     |     |     | 2   |    | 1  |    |    | 4         |
| 5        | Arslanmyrat Amanow    | Ahal               |     |     |     |     | 1   | 3   |     |    |    |    |    | 4         |

Lưu ý: Các bàn thắng ghi được trong các trận play-off vòng loại và các trận đấu bị AFC hủy bỏ không được tính khi xác định vua phá lưới (Quy định Điều 64.4).